# Мочальный
Мочальный (также Муромский) — волжский остров, расположенный напротив впадения реки Ока в Волгу. Административно относится к Борскому городскому округу Нижегородской области.
До XX века был отделён от левого берега протокой Муромка. В настоящее время соединён с берегом насыпной дамбой. Высшая точка острова составляет 70,2 метра над уровнем моря (около 7 метров над уровнем Волги).

## История
После крупных пожаров 1864 и 1872 годов, уничтоживших значительную часть Нижегородской ярмарки, на остров была перенесена торговля мочалом и лубом. Это обстоятельство дало острову его нынешнее название — Мочальный.
В ночь с 17 на 18 августа 1918 года остров стал местом массового убийства 41 человека, среди которых были военнослужащие, предприниматели, чиновники и священнослужители, включая 15 монахов Оранского монастыря, его настоятель архимандрит Августин (Пятницкий) и настоятель церкви Казанской иконы Божией Матери Николай Орловский. Эти убийства были совершены коммунистами в период красного террора.
Существуют данные, что в годы красного террора на острове были расстреляны тысячи людей. По некоторым оценкам, число жертв достигает 5000 человек. Тела убитых сбрасывались в Волгу.
В память о жертвах политических репрессий 30 сентября 2004 года на острове был установлен деревянный крест. В 2006 году его заменили на каменный. Остров считается местом памяти жертв политических репрессий.

### Катастрофа 1949 года
7 октября 1949 года, вблизи Мочального острова, произошла катастрофа пассажирского парохода «Финляндец» № 6, в результате столкновения с грузовым самоходным теплоходом.  По данным статьи Натальи Резонтовой «Остров Молчальный: неизвестная катастрофа», опубликованной на сайте «Бессмертный барак», трагедия произошла около 3 часов дня. Пароход, перегруженный пассажирами, в основном студентами, рабочими и служащими, направлялся из Горького (современный Нижний Новгород) на Бор в условиях плохой погоды — снега с дождём, сильного ветра и ледяной шуги на Волге.
Столкновение произошло на середине реки, напротив Мочального острова.  По свидетельству очевидцев,  пассажирские двери салона оказались заблокированы, что усугубило трагедию, лишив людей возможности спастись.  «Финляндец» мгновенно опрокинулся, и многие пассажиры оказались в ледяной воде.
Официальные данные о количестве жертв катастрофы засекречены. По оценкам, основанным на воспоминаниях выживших и архивных данных, число погибших могло достигать 200 человек, включая 44 установленных погибших жителей города Бор.  Среди выживших в катастрофе была Нина Гинзбург, супруга физика Виталия Гинзбурга, которая в то время была студенткой и оказалась на палубе парохода. Её воспоминания являются важным свидетельством произошедшей трагедии.
Причины катастрофы, по версии статьи, включают перегруз парохода, плохие погодные условия, ошибку капитана грузового теплохода и, возможно, нетрезвое состояние судоводителей грузового судна.  Трагедия была усугублена стремлением советских властей скрыть информацию о катастрофе, что было характерно для послевоенного СССР, особенно в преддверии 70-летия Сталина.
Несмотря на значительное количество жертв, катастрофа 1949 года долгое время оставалась малоизвестной, и память о погибших не была увековечена.  Место массового захоронения жертв катастрофы находится на кладбище в микрорайоне Липово города Бор.

## Современное состояние
В настоящее время остров является популярным местом отдыха у жителей Нижнего Новгорода и Бора. В летнее время на острове работают пляжи, организованы места для пикников.